# Cylloepus dorvillei
Cylloepus dorvillei là một loài bọ cánh cứng trong họ Elmidae. Loài này được Passos & Felix miêu tả khoa học năm 2004.